# حمى مستمرة

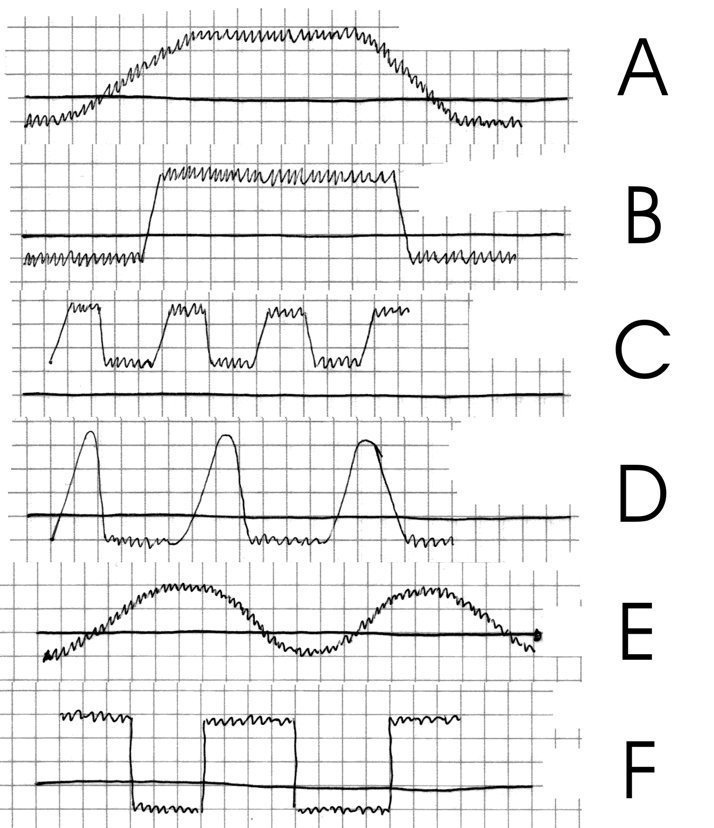
أنماط الحمى المختلفة:A= الحمى المستمرة
B= حمى تستمر بشكل مفاجئ في الظهور والزوال
C= الحمى المترددة
D= الحمى المتقطعة
E= الحمى متموجة
F= الحمى الراجعة

الحمى المُطبقة أو الحمى المستمرة أو الحمى المتصلة هي نمط من أنماط حدوث الحمى، يتميز هذا النمط بوجود ارتفاع في درجة الحرارة يزيد ويقل بما لا يجاوز 1 درجة مئوية (1.5 درجة فهرنهايت)، وتظل الحرارة مرتفعة طوال اليوم دون أن تنخفض إلى درجة الحرارة العادية (ومن هنا جائت التسمية). ويُعتبر هذا النمط مميزا لبعض الأمراض المعدية، لكن يعتمد تشخيص سبب الحمى المستمرة على ثلاثي التشخيص: السيرة المرضية والفحص الجسمي والفحوصات المعملية (تحليل الدم، زرع الدم وغيرها) والتصويرية (الأشعة السينية والتصوير المقطعي المحوسب)، وتُعتبر حمى التيفوئيد مثالاً على نمط الحمى المستمرة ويحدث ارتفاع درجة الحرارة بشكل متدرج يليه مرحلة من الثبات في الارتفاع.

## الأمثلة
يظهر نمط الحمى المستمرة في الأمراض التالية.
- حمى التيفود
- الحمى النمشية
- حمى الضنك
- التهاب السحايا
- التهاب شغاف القلب
- الأمراض الفطرية.

## التعامل معها
تُعالج الحمى ذاتها بخوافض الحرارة (مضادات الحمى) مثل الإيبوبروفين والباراسيتامول والتي تستخدم لخفض الحرارة وآلام الجسم، إلا أن العلاج الفعلي يعتمد على علاج السبب المُسبب لحرارة، وقد تُستخدم المضادات الحيوية إذا كان السبب هو العدوى البكتيرية، ومن بين المضادات الحيوية المستخدمة في العدى البكتيرية كل من كلورامفينيكول، سيفوتاكسيم، سيبروفلوكساسين، جنتاميسين وأميكاسين.